# Tadeusz Schuch
Tadeusz Florian Schuch, ps. Żaba (ur. 4 czerwca 1912 w Warszawie, zm. 9 maja 1975 na Hali Gąsienicowej) – polski inżynier budownictwa lądowego, żeglarz, żeglarz bojerowy, działacz żeglarski, komandor Yacht Klubu Polski w Warszawie, powstaniec warszawski.

## Życiorys
Był synem Jana Schucha (zastępcy komendanta Policji Państwowej m.st. Warszawy) i Janiny z Iwickich. Żeglowanie rozpoczął na Wiśle w Warszawie w wieku dwunastu lat, na zbudowanej własnoręcznie łodzi. Do śmierci pływał potem na innej, również samemu skonstruowanej łodzi klasy GIGA (żeglował często z rodziną – żoną, synem i wnukami). Ukończył warszawskie Gimnazjum im. Tadeusza Reytana (1930), a potem studiował na Wydziale Inżynierii Lądowej Politechniki Warszawskiej. W 1938 uzyskał dyplom inżyniera budownictwa lądowego. Służbę wojskową odbywał w Szkole Podchorążych Artylerii Przeciwlotniczej w Trauguttowie koło Brześcia. Bronił Warszawy przed Niemcami w 1939 jako dowódca 104. plutonu artylerii przeciwlotniczej w grupie „Mosty”. Podczas okupacji niemieckiej zorganizował w swoim warsztacie rzemieślniczym przy ul. Widok 8 Dywizjon Motorowy Obszaru Warszawskiego AK. Podczas powstania w getcie przemycał broń i leki dla Żydowskiej Organizacji Bojowej.
W powstaniu warszawskim walczył w stopniu podporucznika w ramach Grupy „Północ”, odcinka „Kuba” – „Sosna”, w Dywizjonie Motorowym Obszaru Warszawskiego Armii Krajowej na Starym Mieście (został wówczas ranny). Wyszedł z Warszawy wraz z ludnością cywilną.
Po zakończeniu działań wojennych pracował jako projektant zespołu drogowego Biura Odbudowy Stolicy (projektował m.in. trasy i węzły drogowe). W drugiej połowie lat 40. XX wieku był dyrektorem Nadzoru Warszawskiej Dyrekcji Odbudowy. Po 1950 był pracownikiem Biura Projektów Metra, gdzie m.in. kierował pracami projektowymi metra głębokiego. W 1955 był zastępcą pełnomocnika rządu, biorąc udział w budowie warszawskiego Stadionu Dziesięciolecia. Projektował lub współprojektował też:
- Szybką Kolej Miejską Młociny-Natolin,
- skrzyżowanie ul. Marszałkowskiej i Alei Jerozolimskich (konkurs architektoniczny),
- lewy brzeg Wisły pomiędzy Wilanowem, a Warką,
- mosty na Wiśle,
- układy komunikacyjne lub przestrzenne Poznania, Wrocławia i Pruszkowa,
- ośrodki żeglarstwa w Warszawie i na Jeziorze Zegrzyńskim (inicjator powstania)[3].

W 1937 wstąpił do Yacht Klubu Polski. W organizacji tej przeszedł wszystkie szczeble, by w 1958, rok po reaktywacji klubu, zostać jego komandorem. Przez siedemnaście lat był też przewodniczącym komisji rewizyjnej Polskiego Związku Żeglarskiego.
Zmarł nagle w Tatrach (na Hali Gąsienicowej). Został pochowany na cmentarzu Wojskowym na Powązkach (kw. A 36, rząd 5, grób 29).

## Odznaczenia
Otrzymał Krzyż Virtuti Militari V klasy, Złoty Krzyż Zasługi, Krzyż AK, dwukrotnie Krzyż Walecznych, Krzyż Kawalerski i Oficerski Orderu Odrodzenia Polski, Złotą Odznakę Honorową „Za Zasługi dla Warszawy”.

## Życie prywatne
Jego żoną była Romana z Dzięgielewskich, z którą miał syna Andrzeja (inżyniera architekta, profesora Wyższej Szkoły Architektury w Paryżu).